# Liste der Biografien/Rotr
Liste der Biografien |
Portal Biografien |
Personensuche
# |
A |
B |
C |
D |
E |
F |
G |
H |
I |
J |
K |
L |
M |
N |
O |
P |
Q |
R |
S |
T |
U |
V |
W |
X |
Y |
Z |
?
 
Ra |
Rb |
Rd |
Re |
Rh |
Ri |
Rj |
Rk |
Rl |
Rm |
Rn |
Ro |
Rr |
Rs |
Rt |
Ru |
Rv |
Rw |
Rx |
Ry |
Rz
 
Roa |
Rob |
Roc |
Rod |
Roe |
Rof |
Rog |
Roh |
Roi |
Roj |
Rok |
Rol |
Rom |
Ron |
Roo |
Rop |
Roq |
Ror |
Ros |
Rot |
Rou |
Rov |
Row |
Rox |
Roy |
Roz 
 
Rota |
Rotb |
Rotc |
Rote |
Rotf |
Rotg |
Roth |
Roti |
Rotk |
Rotl |
Rotm |
Roto |
Rotp |
Rotr |
Rots |
Rott |
Rotu |
Rotw |
Roty |
Rotz 
Die Liste der Biografien führt alle Personen auf, die in der deutschsprachigen Wikipedia einen Artikel haben. Dieses ist eine Teilliste mit 6 Einträgen von Personen, deren Namen mit den Buchstaben „Rotr“ beginnt.

## Rotr

### Rotra
- Rotraut (* 1938), deutsch-französische Künstlerin

### Rotro
- Rotroff, Susan I. (* 1947), US-amerikanische Klassische Archäologin
- Rotrou III. († 1144), Graf von Le Perche und Herr von Bellême
- Rotrou IV. († 1191), Graf von Le Perche
- Rotrou, Jean (1609–1650), französischer Dichter und Dramatiker

### Rotru
- Rotrud († 810), Tochter Karls des Großen